# Roeselia versicolora
Roeselia versicolora är en fjärilsart som beskrevs av Paul Dognin. Roeselia versicolora ingår i släktet Roeselia och familjen trågspinnare. Inga underarter finns listade.